# Saint Peter Port
Saint Peter Port es una localidad de la Bailía de Guernsey, su capital, así como el puerto principal de la isla de Guernsey. El guerneseyés es históricamente la lengua oficial de Guernsey, por lo que el nombre de la ciudad y de su parroquia circundante también se conoce como Saint Pierre Port. Se caracteriza por sus calles estrechas y empinadas. Sus habitantes reciben el mote de "los villanos" o " cllichards " en idioma local.

## Geografía
St. Peter Port está ubicada en la costa Este de Guernsey. Limita con las parroquias de Saint Samsaon al norte, Vale al noroeste, Saint Andrew en el este y Saint Martin al sur.
El terreno es bajo en el norte y por la zona portuaria, pero en el sur, se alcanzan cotas más altas. Saint Peter Port está subdividido en cuatro cantones: Norte o 1, Noroeste o 2, Suroeste o 3, y Sur o 4. Además , las islas de Herm y Jethou también forman parte de la parroquia, pero no de ningún cantón.

## Historia
Saint Peter Port, Saint-Pierre-Port en francés, es la ciudad principal, centro turístico, parroquia y capital de Guernsey, una de las Islas del Canal, ubicado en la costa este de la isla de Guernsey, donde un estrecho valle llega al mar entre acantilados moderadamente altos. A principios del siglo XIII, Castle Cornet fue construido en un islote de mareas en alta mar, reforzado más tarde con La Tour Beauregard en la costa principal para proteger la rada. El comercio de vinos anglo-gascones se estaba desarrollando, y la existencia de un anclaje bien protegido, junto con la posición de Guernsey en el Canal de la Mancha, cerca de la ruta de la navegación medieval, significaba que el Puerto de San Pedro se utilizaba cada vez más como refugio y puerto de escala. A finales del siglo XIII, se construyó un muelle, y en 1309 el mercado principal de la isla se trasladó a St. Peter Port. El muelle se amplió en el siglo XVI, se construyó un segundo brazo en el siglo XVIII y el puerto actual se construyó entre 1853 y 1874. Una carta (c. 1048) se refiere a San Pedro, la antigua iglesia de la ciudad, que conserva una Variedad de estilos del siglo XIII. Otros edificios notables son el Royal Court House (1799), Markets (1822), Elizabeth College (1826; fundado 1563), la Oficina de los agentes de policía y la Biblioteca Priaulx. Hauteville House, antigua residencia (1856–1870) de Victor Hugo, ahora pertenece a la ciudad de París, Francia. Popular. (2001) 16,488.

## Sitios de interés

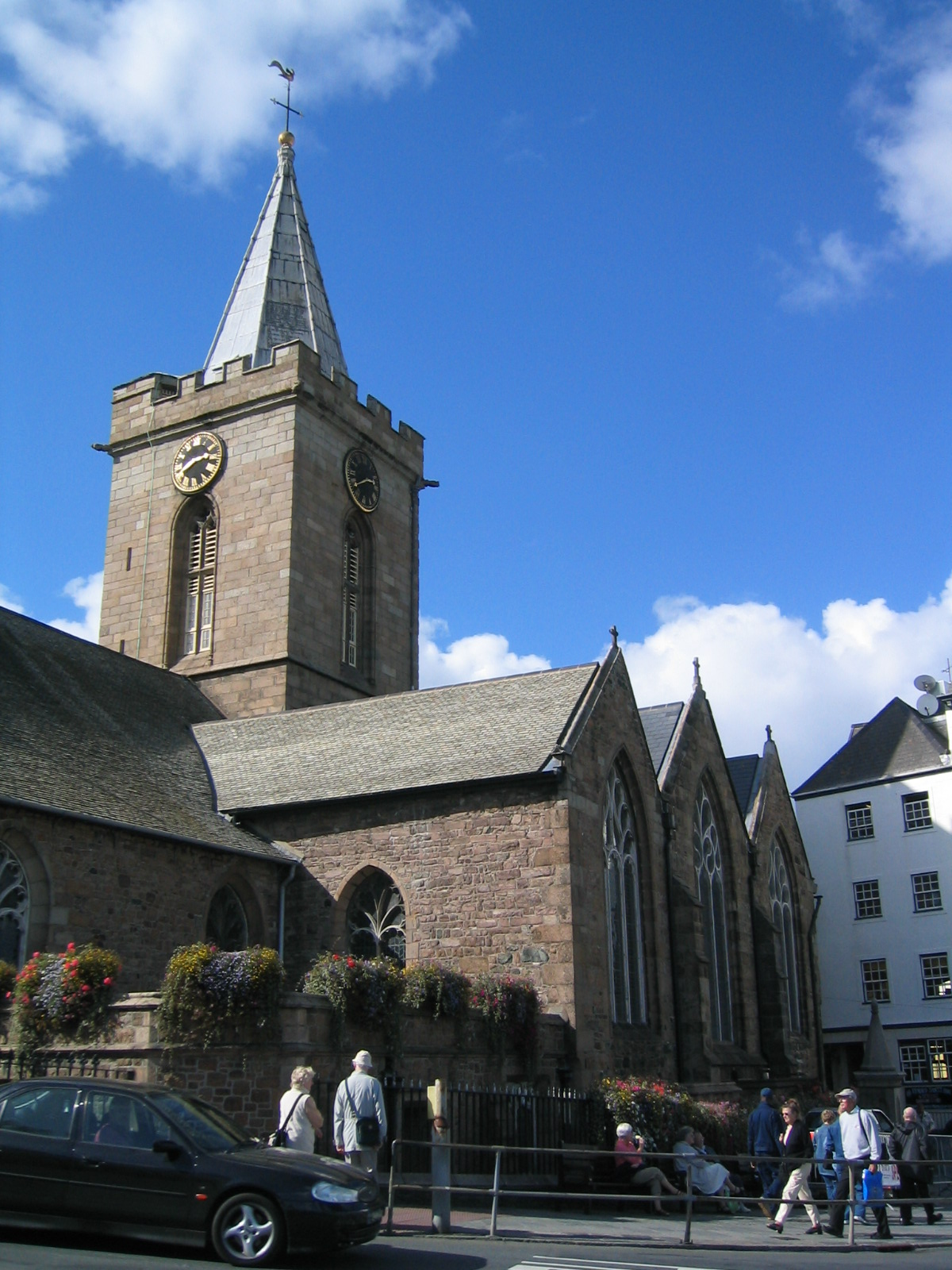
Iglesia de la ciudad (Town Church)

- El Palacio Real de Justicia, sede del Parlamento de Guernsey.
- Casa Hauteville, casa del exilio de Victor Hugo.
- Iglesia de la Ciudad, la iglesia parroquial en el centro de la ciudad.
- Puerto de la ciudad.
- Castillo Cornet, una histórica fortaleza que ha guardado la entrada al recinto portuario.
- Elizabeth College fundado en 1563 por Isabel I de Inglaterra. El edificio principal es una de las postales características de la ciudad .
- El Acuario de Guernsey, situado en los túneles fortificados construidos por los nazis durante la ocupación alemana durante la II Guerra Mundial.